# 호리노우치정 (시즈오카현)
호리노우치정(堀之内町)은 시즈오카현 오가사군에 있던 정이다. 현재의 기쿠가와시에 해당한다.

## 역사
- 1889년 4월 1일 - 정촌제 시행에 의해 에도시대부터의 니시카타촌과 호리노우치촌이 합병해, 호리노우치촌이 성립하였다. 면적·인구 모두 많았던 서쪽이 새로운 촌명으로 채택되었다.
- 1899년 8월 1일 - 경편 철도의 호리노우치 궤도가 호리노우치·난잔 간에 개통, 호리노우치 역은 히라타·이케신덴, 오마에자키 방면으로의 환승역이 된다. 이로 인해 인적도 증가하였고, 역 남쪽은 시가지가 형성되어 오가사군 동부의 경제 및 문화의 중심이 되었다.
- 1928년 1월 1일 - 정으로 승격해 호리노우치정이 되었다.
- 1954년 1월 1일 - 우치다촌, 요코치촌, 로쿠고촌, 가모촌과 합병해 기쿠가와정이 되었다.
- 2005년 1월 1일 - 기쿠가와정이 오가사정과 합병해 기쿠가와시가 되었다.

### 현재의 호리노우치 정역
현재의 호리노우치정역 1980년대까지 호리노우치의 중앙 상점가는 상당한 활황을 보이고 있었지만 길이 좁고 주차장도 거의 없어 모터리제이션에는 대응할 수 없어 현재는 교외에 생긴 대형 슈퍼마켓 등에 손님을 빼앗기고 말았다. 경찰서나 병원등도 교외에 이전했지만, 시청은 현재도 호리노우치에 있다.